# (341520) Mors-Somnus

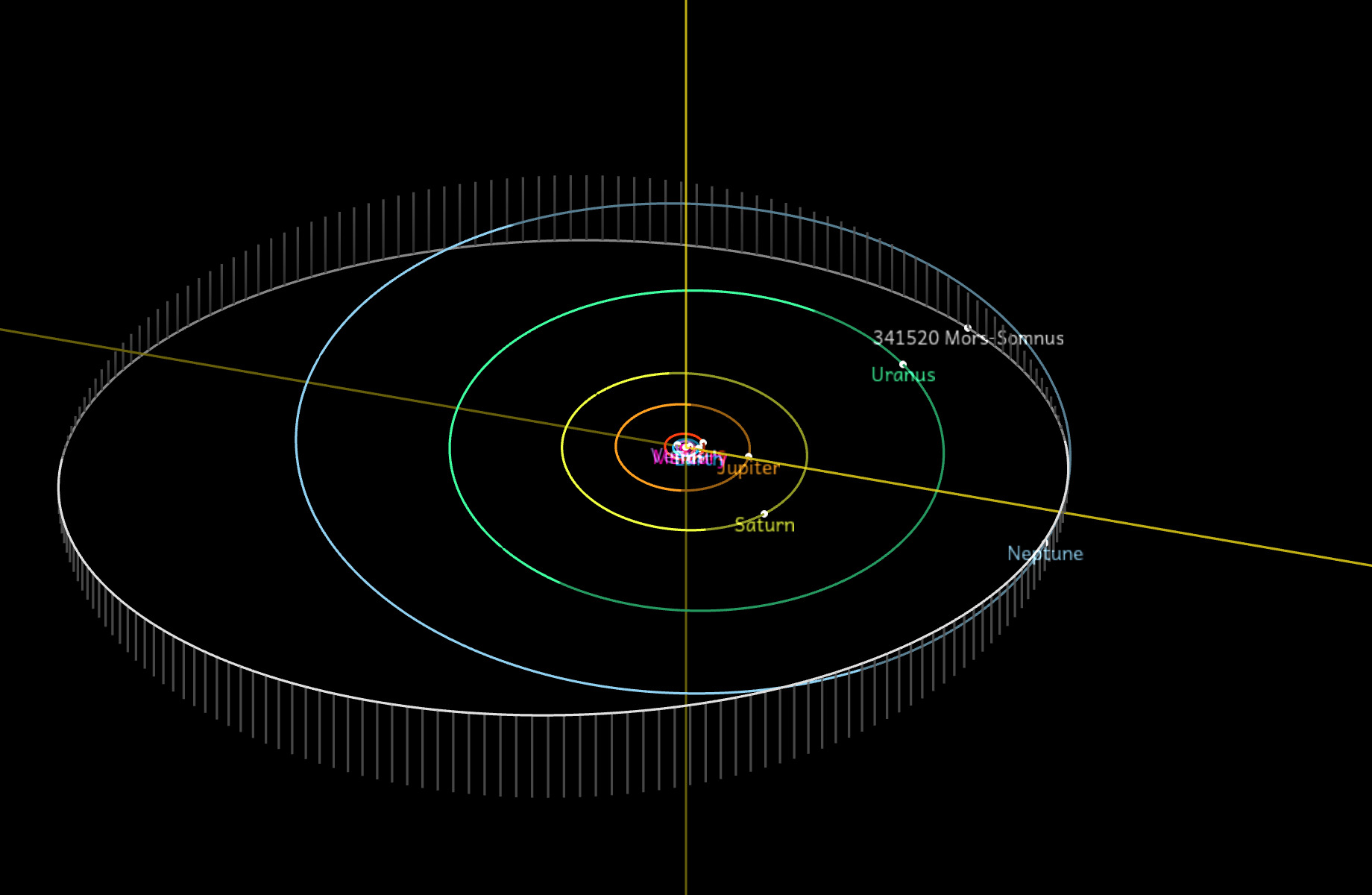
Orbit von 341520 Mors-Somnus

(341520) Mors-Somnus ist ein transneptunisches Objekt im Kuipergürtel, das als Plutino eingestuft wird. Mors verfügt über einen fast gleich großen Begleiter namens Somnus und kann somit als Doppelasteroidensystem bezeichnet werden.

## Entdeckung und Benennung
Mors wurde am 14. Oktober 2007 zusammen mit Somnus von einem Astronomenteam des California Institute of Technology in Pasadena bestehend aus Scott S. Sheppard und Chadwick A. Trujillo am Mauna-Kea-Observatorium auf Hawaii entdeckt. Die Entdeckung mit der vorläufigen Bezeichnung 2007 TY430 wurde 2008 bekannt gegeben.
Am 2. Juni 2015 erhielt Mors zusammen mit Somnus den offiziellen Namen, benannt nach den Zwillingsgöttern der Unterwelt und Nachfahren von Nox, der Göttin der Nacht aus der römischen Mythologie. Mors (lateinisch „Tod“) ist die römische Personifikation des Todes und Somnus (lat. „Schlaf“) diejenige des Schlafes. Die Namensvergabe erfolgte unter den allgemeinen Regeln für Plutinos, die nach Göttern der Unterwelt benannt werden.
Mors-Somnus wurde nach (79360) Sila-Nunam im Januar 2012 als zweites System dieses Typs auch als Doppelsystem benannt, was aufgrund der Größenverhältnisse der beiden Körper durchaus sinnvoll ist. Inkonsequenterweise wurde zuvor etwa das L5-Jupiter-Trojaner-System Patroclus und Menoetius, die ähnliche Größenverhältnisse aufweisen, keine Doppelsystembezeichnung verliehen (siehe dazu →Nunam: Die Fragen einer nicht ganz klaren Einordnung eines ganzen Systems).
Seit ihrer Entdeckung 2007 ließen sich Mors und Somnus insgesamt bisher (Stand Januar 2018) mehr als 84 Mal innerhalb von 10 Jahren bei 7 Oppositionen beobachten.

## Eigenschaften

### Umlaufbahn
Mors umkreist die Sonne auf einer elliptischen Umlaufbahn zwischen 28,84 AE und 49,18 AE Abstand zu deren Zentrum. Die Bahnexzentrizität beträgt 0,265, die Bahn ist 11,3° gegenüber der Ekliptik geneigt. Die Umlaufzeit von Mors beträgt 243 Jahre und 8 Monate. Sowohl MPC als auch DES stufen ihn als Plutino ein.

### Rotation
Mors rotiert in 9 Stunden und 16,8 Minuten einmal um seine Achse. Daraus ergibt sich, dass er in einem Mors-Jahr 232.285 Eigendrehungen („Tage“) vollführt. Es ist davon auszugehen, dass sein Begleiter Somnus ebenfalls über eine eigene Rotation verfügt.

### Größe und innerer Aufbau
Der Durchmesser von Mors beläuft sich auf 102 km, wobei sein Begleiter Somnus mit 97 km um nur 4,5 % kleiner ist.
Die ausgesprochen niedrige System-Dichte von 0,75 g/cm³, die weit unter derjenigen von Wasser liegt, weist darauf hin, dass Wassereis auf beiden Körpern vorherrschend sein müsste, was als Erklärung der niedrigen Dichte allerdings nicht ausreicht, da selbst reines Eis mit 0,91 g/cm³ noch dichter ist. Somit ist anzunehmen, dass beide Körper im Innern Hohlräume aufweisen müssen. (→Rubble Piles)

### Oberfläche
Mors und Somnus sind zwei der rötlichsten jemals gefundenen Kuipergürtelobjekte. Das Spektrum zeigt keine nennenswerten Spuren von Methan- oder Wassereis. Die außergewöhnlich rote Oberfläche führt zu der Annahme, dass Mors und Somnus als Cubewanos entstanden und erst später in die jetzige Bahnresonanz mit Neptun gerieten.

## Mond
Bei der Entdeckung von Mors stellte sich schnell heraus, dass er über einen natürlichen Begleiter verfügt, der fast die gleiche Größe aufweist. Somnus und Mors umkreisen das gemeinsame Baryzentrum auf einer leicht elliptischen Umlaufbahn in einem Abstand zwischen 17 901 km und 24 179 km voneinander, sind also für ein Doppelasteroidensystem relativ weit voneinander entfernt. Die Bahnexzentrizität beträgt dementsprechend 0,1492, die Bahnebene der beiden Komponenten ist 15,7° gegenüber der Ekliptik geneigt.